# Carretal
El carretal era un impost que a Barcelona, entre 1330 i 1460, gravava l'entrada de fusta, per a la calefacció o la construcció, tant d'edificis com de vaixells.